# مارتون كسوكاس
مارتون كسوكاس هو ممثل نيوزلندي ومجري، ولد في 30 يونيو 1966 في نيوزيلندا.

## أعمال

### أفلام
- (2001)  رفقة الخاتم[4]
- (2002)  هجوم المستنسخين[5][6][7]
- (2003)  عودة الملك[8]
- (2004) سيادة بورن
- (2005) إيون فلوكس[9]
- (2005) مملكة السماء[10][11]
- (2010) أليس في بلاد العجائب[12][13][14]
- (2011) منزل الأحلام
- (2012)  صياد مصاص الدماء[15]
- (2014) الرجل العنكبوت المذهل 2[16][17][18]
- (2014) المعادل[19][20]
- (2014)  سيدة لتقتل من أجلها[21][19][22][23]
- (2014) نوح
- (2016) لافينغ[24]
- (2017)  الرجل الذي أسقط البيت الأبيض

### مسلسلات
- شارع شورتلاند

## وصلات خارجية
- مارتون كسوكاس على موقع IMDb (الإنجليزية)
- مارتون كسوكاس على موقع ألو سيني (الفرنسية)
- مارتون كسوكاس على موقع تيرنر كلاسيك موفيز (الإنجليزية)
- مارتون كسوكاس على موقع أول موفي (الإنجليزية)
- مارتون كسوكاس على موقع قاعدة بيانات برودواي على الإنترنت (الإنجليزية)
- مارتون كسوكاس على موقع قاعدة بيانات الأفلام السويدية (السويدية)
- مارتون كسوكاس على موقع إن إن دي بي (الإنجليزية)
- مارتون كسوكاس على موقع قاعدة بيانات الفيلم (الإنجليزية)
- مارتون كسوكاس على موقع كينوبويسك (الروسية)